# وودريدج (نيويورك)
وودريدج (بالإنجليزية: Woodridge, New York)‏ هي منطقة سكنية تقع في الولايات المتحدة في نيويورك (ولاية). يقدر عدد سكانها بـ 847 نسمة .

## أعلام
- صموئيل جي. إنجل